# Atractus trilineatus
Espèce
Synonymes
- Rabdosoma trivirgatum Jan, 1862
- Rabdosoma punctatovittatum Jan, 1862

Atractus trilineatus est une espèce de serpents de la famille des Dipsadidae.

## Répartition
Cette espèce se rencontre au Venezuela, à Trinité-et-Tobago, au Guyana et en Amazonas et au Roraima au Brésil.

## Publication originale
- Wagler, 1828 : Auszüge aus einem Systema Amphibiorum. Isis von Oken, vol. 21, p. 740-744 (texte intégral).